# Sharma-Adad I
Sharma-Adad I, rey de Asiria (1673 a. C. - 1662 a. C.).
Hijo y sucesor del rey Libaia, la Crónica real asiria le atribuye doce años de reinado. No conocemos otros datos acerca de su mandato.
Le sucedió en el trono su hijo Iptar-Sin.
| Predecesor: Libaia | Rey de Asiria 1673 a. C.-1662 a. C. | Sucesor: Iptar-Sin |